# Servius Sulpicius Galba (Kr. e. 108)
Servius Sulpicius Galba (? – Kr. e. 100 után) ókori római politikus és hadvezér, az előkelő patricius Sulpicia gens Galba családjának tagja, a későbbi Galba császár őse volt. Apja, a hasonló nevű Servius Sulpicius Galba a luzitánok elleni kegyetlenségével várt hírhedtté, Kr. e. 144-ben pedig consul volt.
Az ifjabb Galba karrierje szintén Hispania területén kezdődött: Lucius Calpurnius Piso Frugit követte a tartomány élén praetori rangban annak Kr. e. 111 táján bekövetkezett halálát követően. Kr. e. 108-ban consul volt, Kr. e. 100-ban pedig azok közé tartozott, akik fegyvert fogtak a néppártiakat vezető Lucius Appuleius Saturninus néptribunus és Caius Servilius Glaucia praetor ellen.